# 天使心 (美國電影)
是一部1987年的美國新黑色心理恐怖電影，改編自威廉·喬茲堡的1978年小說《Falling Angel》。由亞倫·帕克自編自導，主演是米基·洛克、勞勃·狄尼洛和莉薩·博內特，在當年因前衛的電影手法與生動血腥的裸露片段而受到各方關注。本片是香港電影分級制度實施後首部被評為「三級片」的電影。

## 劇情
哈利·安裘（Harry Angel）是一位私家偵探，一日接受某位外國富豪的請託，負責尋找一名昔日歌手的下落，偵查過程中，安裘所接觸過的調查對象一一死於非命，死狀淒慘，他自己也因此受到警方的懷疑，只是他萬萬沒想到，這位昔日歌手到最後竟然與自己有著莫大的關聯。

## 演員
- 米基·洛克 飾演 Harry Angel
- 勞勃·狄尼洛 飾演 Louis Cyphre
- 麗莎·波奈 飾演 Epiphany Proudfoot
- 夏綠蒂·蘭普林 飾演 Margaret Krusemark
- Stocker Fontelieu（英语：Stocker Fontelieu） 飾演 Ethan Krusemark
- 布朗尼·麥克海爾（英语：Brownie McGhee） 飾演 Toots Sweet
- 邁克爾·希金斯（英语：Michael Higgins (actor)） 飾演 Dr. Albert Fowler
- Elizabeth Whitcraft（英语：Elizabeth Whitcraft） 飾演 Connie
- Charles Gordone（英语：Charles Gordone） 飾演 Spider Simpson
- 丹恩·佛洛萊克（英语：Dann Florek） 飾演 Herman Winesap
- 凱薩琳·威爾赫特（英语：Kathleen Wilhoite） 飾演 Nurse
- 普魯特·泰勒·文斯（英语：Pruitt Taylor Vince） 飾演 Detective Deimos
- Sugar Blue（英语：Sugar Blue） 飾演 Harmonica（Toots Sweet樂隊）
- 派托普·帕金斯（英语：Pinetop Perkins） 飾演 Piano（Toots Sweet樂隊）
- 迪肯·約翰·摩爾（英语：Deacon John Moore） 飾演 Lead guitar（Toots Sweet樂隊）
- Lillian Boutte 飾演 Vocalist（Toots Sweet樂隊）

## 幕後花絮
《天使心》在公映之前就因劇中的血腥裸露與生動床戲，受到各方關注，在家庭電視劇《天才老爹》飾演二女兒的黑人女星莉莎·波奈特（Lisa Bonet）也因此受到封殺，甚至導演當時需要剪掉幾個激情片段才能通過美國電影協會的限制級審核。儘管如此，本片票房並沒有特別成功，僅僅只跟成本打平。由於導演出色的電影語言和比喻性的象徵手法，毛骨悚然的電影氣氛，《天使心》發行錄影帶後，就成為影迷心目中的邪典電影。

## 外部連結
- 互联网电影数据库（IMDb）上《天使心》的资料（英文）
- AllMovie上《天使心》的资料（英文）
- 爛番茄上《天使心》的資料（英文）
- Box Office Mojo上《天使心》的資料（英文）
- 《天使心》在開眼電影網 （中文）